# 蘇斯林問題
在數學上，蘇斯林問題是由米哈伊爾·雅科夫列維奇·蘇斯林提出關於全序集合的問題，在1920年提出，這問題在他死後出版。目前已知這問題獨立於標準的集合論公理系統，也就是帶有選擇公理的策梅洛-弗蘭克爾集合論。梭羅維和滕博姆（Tennenbaum, S.）在1971年證明：在假定策梅洛-弗蘭克爾集合論一致的狀況下，這問題無法證明或反證。

## 形式化
蘇斯林問題所問的是，若有一個非空全序集{\displaystyle R}，而這{\displaystyle R}有以下的性質：
1. {\displaystyle R}沒有 最大與最小元；
2. {\displaystyle R}的序列是稠密的（英语：dense order）（也就是在兩個不同元素中間總有別的元素）
3. {\displaystyle R}的序列是完備的（英语：completeness (order theory)），也就是說，其所有的非空有界子集都有上界與下界（英语：Infimum and supremum）
4. {\displaystyle R}所有彼此不相交的非空開區間的搜集是可數的（也就是{\displaystyle R}的序拓撲上的可數鏈條件）

在這種條件下，{\displaystyle R}必然是與實數線序同構的嗎？
若將「可數鏈條件」的要求換成{\displaystyle R}有一個可數的稠密子集（也就是{\displaystyle R}是一個可分空間），那這答案就是「是」：所有這樣的{\displaystyle R}在這種狀況下與實數線序同構，而這點為康托爾所證明。
一個拓撲空間的所有非空開集的搜集是至多可數的這條件又稱為蘇斯林性質。

## 影響
任何滿足條件1至4但「不」同構於實數線的全序集合又稱作蘇斯林線；而蘇斯林猜想所講的是沒有蘇斯林線，也就是說所有具有可數鏈條件且沒有上下界的稠密完備線性序列與實數線同構；而一個等價的陳述是任何高度為{\displaystyle \omega _{1}}的樹具有高度為{\displaystyle \omega _{1}}的分支或者大小為{\displaystyle \aleph _{1}}的反鏈。
一般化蘇斯林猜想指的是對於任意無限正則基數{\displaystyle \kappa }而言，所有高度為{\displaystyle \kappa }的樹，要不具有長度為{\displaystyle \kappa }的分支或者大小為{\displaystyle \kappa }的反鏈；而蘇斯林線的存在性，與蘇斯林樹和蘇斯林代數的存在性等價。
蘇斯林猜想獨立於帶有選擇公理的策梅洛-弗蘭克爾集合論（ZFC）。葉赫（Jech）在1967年與滕博姆（Tennenbaum）在1968年各自獨立地用力迫法建構出一個帶有蘇斯林線的ZFC模型。羅納德·延森之後證明了說在假定鑽石原則（這是可構造性公理{\displaystyle V=L}的一個結果）的狀況下蘇斯林線存在；而在另一方面，梭羅維和滕博姆在1971年用力迫法構造出了一個不包含蘇斯林線的ZFC模型；此外，他們還證明說在假定馬丁公理成立且連續統假設不成立的狀況下，蘇斯林猜想成立。
蘇斯林猜想獨立於廣義連續統假設及連續統假設不成立的假定，而目前不知道蘇斯林猜想是否與廣義連續統假設相容；然而，由於這組合蘊含說方形原則在一個單一的強極限基數下不成立之故，這表示說決定公理在L(R)中成立，且一般相信說這蘊含了一個帶有超強基數的內模型。